# 時子山和彦
時子山 和彦（とこやま かずひこ、1936年7月22日 -  1986年12月21日）は、日本の経済学者。元一橋大学経済学部教授。専門は計量経済学。東京府生まれ。父は早稲田大学第9代総長時子山常三郎。妻・ひろみは日本女子大学教授。

## 学術業績
荒憲治郎門下で、20年間にわたり一橋大学経済学部において計量経済学・理論経済学の研究と教育に従事。指導学生に須賀晃一早稲田大学副総長など。
一定の消費構造において最大の効用を得るのは利潤率が等しいときであることを分析し、当時政策目標とされていた消費税導入の理論的支柱を目指した。

## 略歴
- 1959年：早稲田大学第一政治経済学部経済学科卒業[1]
- 1962年：早稲田大学第一理工学部数学科卒業[1]
- 1964年：一橋大学大学院経済学研究科修士課程修了、経済学修士[1]
- 1967年：一橋大学大学院経済学研究科博士課程単位修得退学[1]
- 同年︰一橋大学経済学部講師[1]
- 1971年：一橋大学経済学部助教授[1]
- 1977年：一橋大学経済学部教授[1]
- 1985年：一橋大学学生部長[1]
- 1986年：大腸癌のため関東逓信病院で逝去。50歳没[1]。

## 著書

### 単著
- 『日本経済の計画モデル』一橋大学経済研究所数量経済研究プロジェクト〈一橋大学経済研究所数量経済研究プロジェクト No.29〉、1968年4月。
- 『産業構造と消費構造 理論と実証』東洋経済新報社、1987年12月。ISBN 9784492311691。

### 翻訳
- W.レオンチェフ『数理経済学』日本経済新聞社、1974年1月。

### 共著
- 村上泰亮、時子山和彦、筑井甚吉『日本経済の有効蓄積経路とターンパイク』東京経済研究センター〈東京経済研究センター・リプリントシリーズ 92〉、1971年1月。
- 筑井甚吉、村上泰亮、時子山和彦、時子山ひろみ、高島忠、西藤冲、日水俊夫、小林良邦、近藤誠『ターンパイク・モデル（多部門最適化モデル）』東京経済研究センター〈経済企画庁経済研究所研究シリーズ 第28号〉、1973年3月。
- 奥口孝二、岸本哲也、酒井泰弘、時子山和彦、樋口進『近代経済学 I ミクロ経済の理論』有斐閣〈有斐閣大学双書〉、1978年4月。ISBN 9784641093270。

### 共編
- , 時子山和彦、美濃口, 武雄、武隈, 慎一編集代表 編『現代経済学の新展開 荒憲治郎先生還暦記念論文集』有斐閣、1985年10月。ISBN 9784641064577。

### 共訳
- ランカスター 著、時子山和彦・鈴村興太郎 訳『数理経済学』好学社、1971年3月。